# Julian Jaynes
Julian Jaynes (27 de febrero de 1920 - 21 de noviembre de 1997) fue un psicólogo estadounidense de la Universidad de Yale y profesor de Princeton.

## Trayectoria
Realizó amplios estudios sobre la conciencia y su aparición en la sociedad, los cuales planeó publicar en cinco libros; sin embargo sólo aparecieron tres, integrados en un único volumen: El origen de la conciencia en la ruptura de la mente bicameral. Desde su aparición, no dejó de levantar controversia en el mundo científico y académico. En dicho libro, analiza el problema de la conciencia humana y esboza una historia de ella, basándose en estudios neurológicos y arqueológicos. Según sus hipótesis la conciencia humana, tal como la interpretamos en nuestros días, no proviene de la evolución animal, sino que es un proceso aprendido y consolidado en los últimos tres mil años.
Después de la muerte de Jaynes, la Julian Jaynes Society retomó y estimuló dichos estudios.

## Obra principal
- Jaynes, Julian (2009). El origen de la conciencia en la ruptura de la mente bicameral. Originalmente publicado en inglés en 1976 (1ª edición). México: Fondo de Cultura Económica. p. 431. ISBN 9786071600714.